# Ilha D'Urville (Nova Zelândia)
D'Urville Island (/dɜːrˈ_vɪl/) (Rangitoto ki te Tonga em língua maori) é uma ilha no Marlborough Sounds ao longo da costa norte da Ilha Sul de Nova Zelândia. Recebeu o nome do explorador francês Jules Dumont d'Urville. Com uma área de aproximadamente de 150 km, é a oitava maior ilha da Nova Zelândia, e tem cerca de 52 residentes permanentes.

## História
O nome oficial da ilha é Rangitoto ki te Tonga / Ilha D'Urville, com o nome idioma Māori, associado a Kupe, que significa "Céus Vermelhos Olhem para o Sul". A ilha era uma fonte tradicional de argillite. (pakohe), utilizado na produção de ferramentas de pedra como adzes durante o Período arcaico. (1300-1500). Desde os anos 1600 até o início do século XIX, a ilha fazia parte do rohe do Ngāti Tūmatakōkiri. Nos dias de hoje, a ilha está dentro do rohe de Ngāti Koata e Ngāti Kuia.